# Drag show

A transznemű büszkeség zászlaja

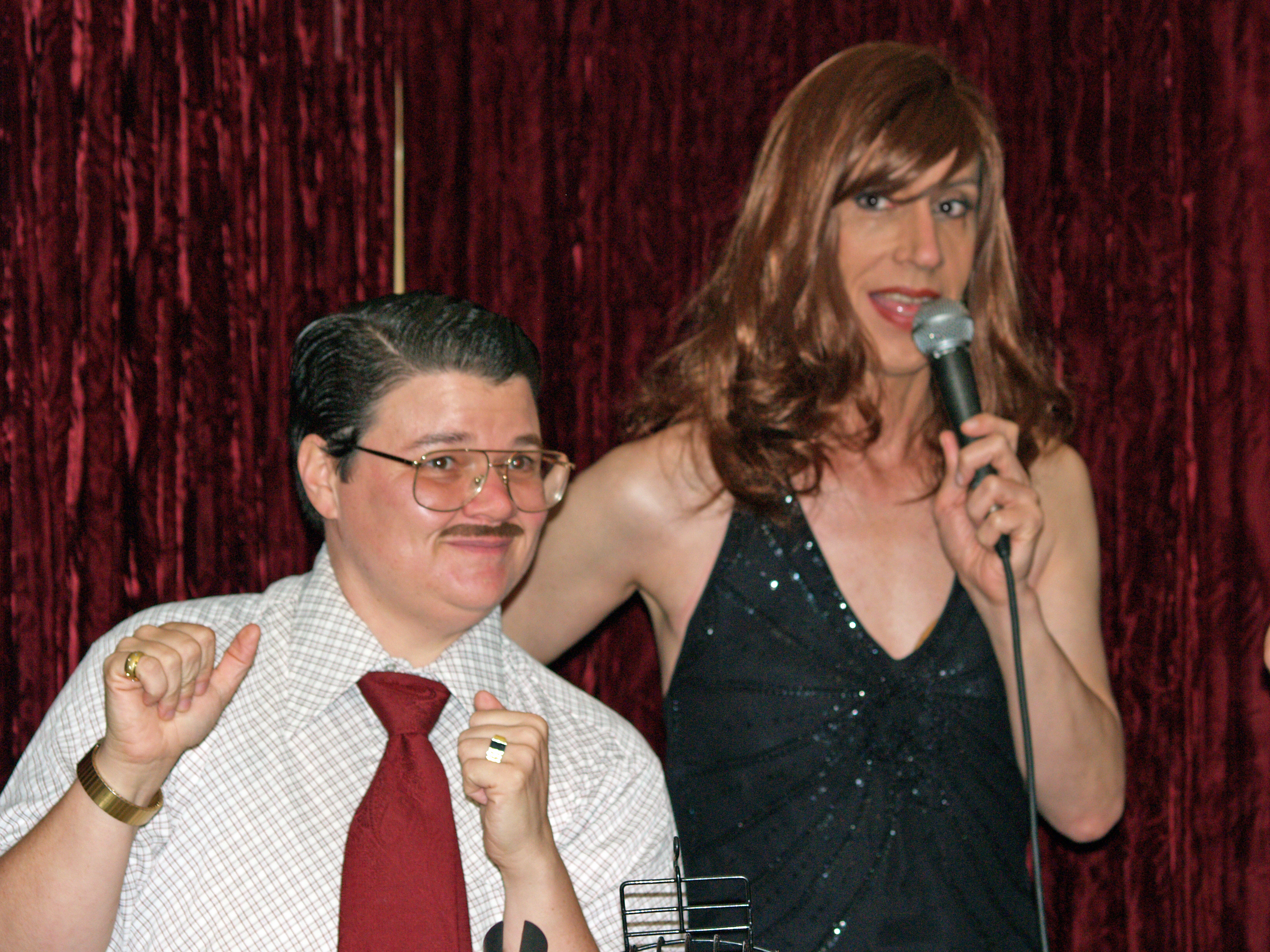
A drag king Murray Hill és a drag queen Linda Simpson

A drag show a szórakoztató műsoroknak egy olyan formája, amelyet drag művészek adnak elő, akik férfiként vagy nőként, eltúlzottan vagy nonkonform módon jelennek meg a színpadi fellépésük közben.
A drag show általában magában foglalja dalok éneklését vagy tátogását, mellette pedig előre megtervezett pantomimot vagy táncot adnak elő. Előfordulhat kabaré, szkeccsek és interakciók a közönséggel is. Az előadók gyakran bonyolult jelmezeket és sminkeket készítenek maguknak, és néha különféle ellentétes nemű énekeseket és hírességeket utánoznak. Néhány esemény pedig magára a dragre összpontosul, például a Southern Decadence, ahol az ünnepségek többségét a Grand Marshallok vezetik, akik hagyományosan drag queenek.

## Történelem és fejlődés

### Korai fejlődés
A drag első megjelenése még jóval azelőtt volt, hogy a drag show-k elkezdődtek volna. Angliában és Kínában az 1500-as években a nők még nem vehettek részt drámákban vagy színházban, ezért a férfi színészek nőknek adták ki magukat, amikor színpadon játszottak. A viktoriánus időszakban az angol színésznők férfiakat is játszottak, és Amerikában az olyan színésznők, mint például Anne Hindle, férfiakat is utánoztak az előadásaikban. Hindlenek halk volt a hangja, és rendszeresen borotválkozott, hogy maszkulin megjelenést teremtsen. Az ellenkező neműnek öltözés egészen 1933-ig népszerű volt a színházban és a filmekben, amikor is elfogadták Hollywood Motion Picture Production Code-ot.  Ezt a törvényt azért hozták létre, hogy betiltsák a perverziót, amely ekkor ideiglenesen véget vetett a férfiaknak öltözésnek a filmekben és színházakban.
Az Egyesült Államok első ismert drag bálja az 1920-as években Harlemben volt, a Rockland palotában. Ezeken a műsorokon, melyeket báloknak hívnak, a meleg férfiak és a leszbikus nők extravagáns produkciókat adnak elő, miközben az ellenkező nemet imitálják, és divatbemutatókon versenyeznek egymással. Fontos megjegyezni, hogy a harlemi drag bálok résztvevői elsősorban színesbőrű emberek voltak, bár a fehéreket nem zárták ki, de ők általában nem vettek részt. A drag bálok olyan társadalmi események voltak, amelyek összehozták a társadalom peremén levőket, de gyakran titokban kellett őket megrendezni.
A Harlem reneszánsz nő énekesei, mint például Gladys Bentley, egy híres blues énekes, rendszeresen szmokingot viseltek és férfi ruhába öltöztek fellépéseik közben. Egyes férfias megjelenésű afrikai-amerikai nők a Blues-előadásokon belül és kívül is megalkották saját férfiasságuk formáit, mely megalapozta a jövő drag műsorait. Csak körülbelül 50 évvel később jött létre a "drag king" kifejezés, és ekkor kezdtek el felbukkanni ilyen fellépések az Egyesült Államokban. Elizabeth Ashburn szerint "drag king bárki, aki nemtől, szexuális preferenciától vagy orientációtól függetlenül tudatosan egy férfit imitálva lép fel egy műsorban". Ezért a drag king előadói általában nőként azonosítják magukat, de lehetnek cisznemű vagy transznemű férfiak is.
A második világháború idején a parodisztikus drag show-k rendszeres szórakoztató programok voltak a katonáknak, akik vicces külsejű nőknek öltöztek és így adtak elő műsorokat.

### Jewel Box Revue
Doc Benner és Danny Brown készítették a show-t, amely a floridai Miamiban, egy Club Jewel Box néven ismert meleg bárban kezdődött. Ez a műsor a Jewel Box Revue néven ismert turnés drag show kezdeteit jelentette. A Jewel Box Revue volt a leghosszabb ideig tartó drag show, amely az 1940-es évektől az 1970-es évekig turnézott az Egyesült Államokban. Legalább tíz konkrét előadás volt a repertoárjukban, ami hasznos volt a hosszabb ideig ugyanott futó műsoroknál is.  A műsornak saját zenéje és táncos számai voltak, amelyek zenéjét ők szerezték és koreografálták az előadók számára, illetve kabaré részeket és néhány stand-up műsort is előadtak.  A revü egy sokszínű csoportból állt, amely afroamerikaiakat, latinokat, bennszülött amerikaiakat és fehéreket tartalmazott is, ami a Polgári Jogi Mozgalom előtti időkben meglehetősen szokatlan volt.
Számos helyszín, ahol felléptek, a "chitlin' circuit " része volt, a Howard Theatre (Washington, DC), a Baltimore-Royal Theatre, az Uptown Theatre (Philadelphia) és a chicagói Regal Theatre. 1959-ben a New York-i The Apollo Theatre-ben kezdtek fellépni, és mindig telt ház volt, amikor a városba érkeztek.
Az 1960-as években törvényeket és szabályozásokat vezettek be az ellenkező neműnek öltözés ellen, és ekkor Jewel Box Revue kissé lelassult. Bár olyan helyeken, mint Los Angeles, voltak helyi tiltások, mégis felléphettek bizonyos színházakban. Végül az ellenkező neműnek öltözés elleni törvények és rendeletek nagyon megnehezítették a Jewel Box Revue szereplését.
Utoljára 1975-ben, a New York-i Bijou Theater produkciójában lépett fel Jewel Box Revue.

### Pearl Box Revue
A Pearl Box Revue 1955-ben, New Yorkban kezdte meg fellépéseit. A Pearl Box Revue egy teljesen feketék által előadott drag show volt, amely huszonhét évig, azaz 1982-ig tartott. Dorian Corey a Pearl Box Revue egyik előadója volt, és szerepelt Jennie Livingston Paris is Burning című dokumentumfilmjében is .

### Disposable Boy Toys
Az Disposable Boy Toys (DBT) egy drag king csoport volt a kaliforniai Santa Barbarából. A csoport 2000 májusában indult, és 31 tagja volt, főleg fehérek, queerek és transzneműek, és egyben feminista kollektíva is volt.  Előadásaik középpontjában a rasszizmus, a szexizmus, a nemi binárisok, az ideális testek, sőt a militarizmus lebontása állt, és többnyire queer vagy progresszív terekben adománygyűjtés céljából léptek fel . A dalokra tátogás és a táncolás gyakori eleme volt fellépéseiknek. A DBT arról volt ismert, hogy gyakran adtak elő azért, hogy pénzt gyűjtsenek politikai és közösségi célokra.
A DBT 2004 augusztusában megszűnt, és bár hivatalosan nem szakítottak, de ezek után soha többé nem léptek fel együtt.

### After Dark
Az After Dark egy 1976-ban alapított svéd csoport volt, akik több mint 40 évig léptek fel, főleg Svédországban, de néha az Egyesült Államokban és Spanyolországban is.

### Provincetown, Massachusetts
A massachusettsi Provincetown az egyik leghíresebb drag város,  ezért itt a nyári hónapokban minden este több előadás is zajlik. 2018. július 24-én a Provincetown adott otthont a Drag Camp-nek, a drag előadók legelső táborának, ami a képességeik csiszolására és az élő közönség előtt történő fellépésre szolgál. A tábor két hétig tartott (2018. augusztus 4-ig), és híres drag előadók vettek részt rajta.  Jinkx Monsoon, Peaches Christ és Raja voltak a leghíresebbek azok közül, akik részt vettek a Drag Camp-ben, és sok más esemény mellett saját műhelyfoglalkozásokat tartottak a sminkelésről vagy a kabaré előadásokról.  A drag előadások legendások Provincetownban (más néven Ptown-ban), ezért került ide a Drag Camp.

### Drag villásreggeli
A drag villásreggeli egyfajta drag show, amelyben a drag királyok és a drag queenek a közönségnek lépnek fel, miközben a közönség villásreggelit fogyaszt.
Bár jellemzően LMBTQ bárokban és éjszakai klubokban tartják, de az elmúlt években az éttermek szintén népszerű helyszínekké váltak a drag villásreggelikhez. A villásreggeli különösen népszerűvé vált a olyan nagy meleg populációval rendelkező városi központokban, mint például New York City, Miami, Atlanta, Las Vegas, Quebec vagy New Orleans.   Joe E. Jeffreys, egy drag-történész és a New York-i egyetem professzora úgy véli, hogy az elmúlt években a drag villásreggeli népszerűségének növekedése az olyan LMBTQ helyszíneknek köszönhető, mint például az 1950-es és 1990-es évek között megnyílt Lucky Cheng, Lips NYC és Club 82.  A "The Importance of Drag Brunch in NYC" című cikkében Jeffery's azt fejtegeti, hogy ezek a helyszínek képesek lehetnek arra, hogy olyan embereknek mutassák be a drag-et, akik esetleg még nem találkozhattak vele.
"[Az emberek] képesek egy drag villásreggelin ülni, és egy szép spenót frittata vagy egy Bloody Mary fogyasztása közben sokmindent tanulhatnak. Elkezdhetik megérteni, hogy a gender és a drag nem a félelmetes dolgok" – mondta Jeffreys. "Olyan vidám és ünnepiek ezek, mint amilyenek villásreggelik általában."
Shawn Bodey (akit dragként Robin Banks néven is ismernek) , a "Dragging Herself To Brunch" című cikkében, villásreggelis vacsoraszínházként, írja le a drag villásreggelit. Bodey szerint a tánc, az éneklés és a nemi binárisokkal való tréfálkozás néhány olyan dolog, amire számíthatunk, amikor egy brag villásreggelin veszünk részt.

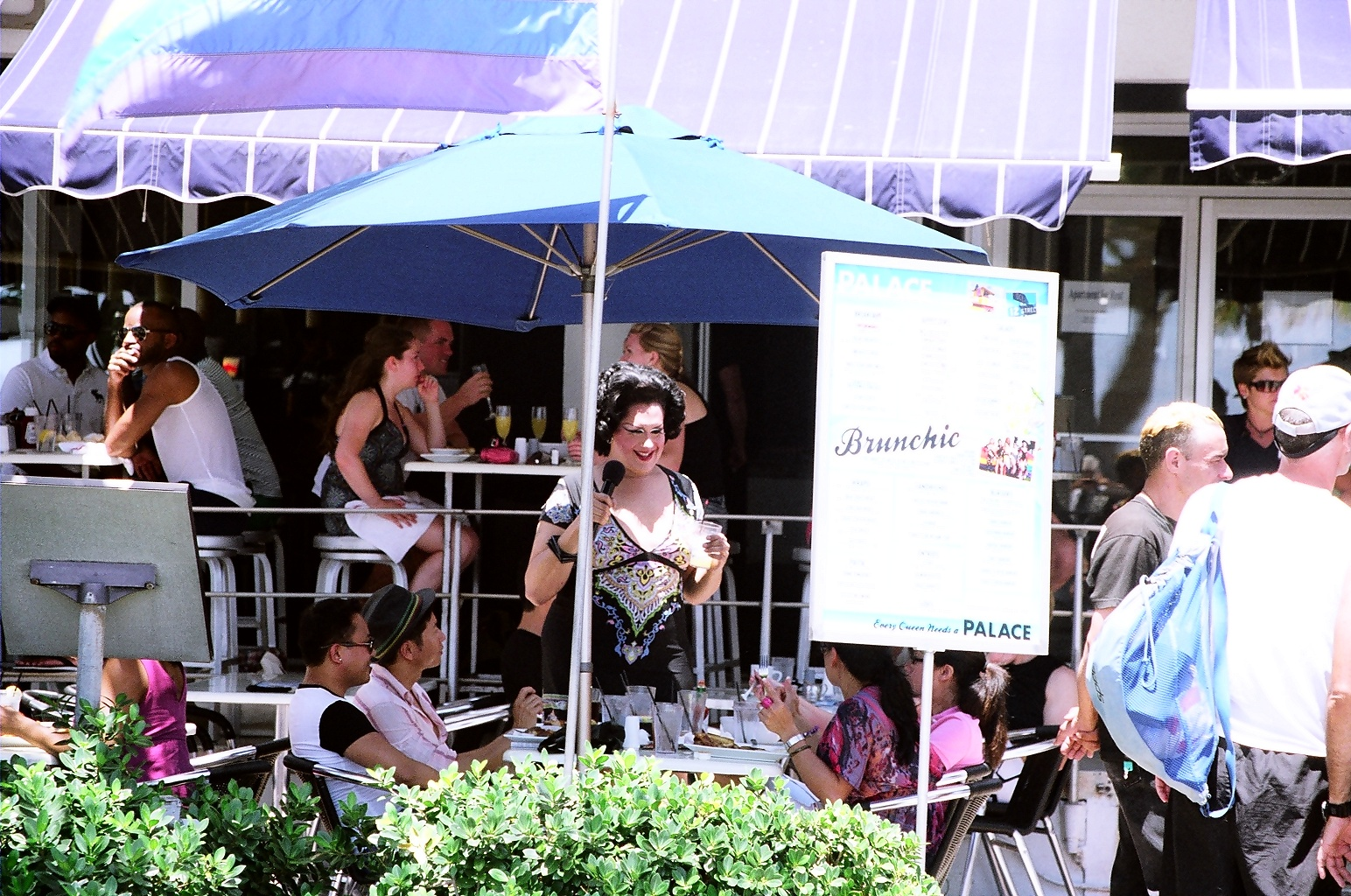
South Beach villásreggeli és drag show az emlékhétvégén.

Amerikában az evangelista drag villásreggeli is egyre népszerűbb. A New York-i székhellyel rendelkező, de országszerte létező Lips dragklub először 2007-ben indította el az evangelista drag villásreggelit a floridai Fort Lauderdale-ben. Más helyeken, például a texasi San Antonióban, szintén növekedett az evangelista drag villásreggelik száma. Az ételek, italok és a szokásos előadások mellett, amelyek elvárhatóak egy villásreggelitől, az evangelista drag villásreggelikben kórusruhás előadók is szerepelnek, akik klasszikus evangéliumi dalokat adnak elő. A "Lips Gospel Brunch: Drag for Jesus" című cikkében Nicolette, az evangelista drag villásreggelik egyik előadóművésze az eseményt mint "cross-dressing Jézusért" írja le.

## A populáris kultúrában
A drag show-k egyre népszerűbbek lettek a például olyan dokumentumfilmek mint a Paris is Burning, vagy olyan műsorok, mint a RuPaul's Drag Race miatt. Az olyan filmek, mint a Birdcage, a a To Wong Foo, Thanks for Everything! Julie Newmar és a The Adventures of Priscilla, Queen of the Desert is népszerűsítették a drag kultúrát. Ezeknek a filmeknek, valamint a RuPaul's Drag Race-nek nagy heteroszexuális rajongótábora is van. Az A Chorus Line referencia drámájának színpadi zenei és filmváltozata egyaránt látható, amelyben Paul karaktere előadói élményeit a Jewel Box Revue turné társaságával kapcsolja össze.

## Lásd még
- Nőimitátor
- Cross-dressing
- Butch és femme

## Fordítás
Ez a szócikk részben vagy egészben  a   Drag show című angol Wikipédia-szócikk fordításán alapul.  Az eredeti cikk szerkesztőit annak laptörténete sorolja fel. Ez a jelzés csupán a megfogalmazás eredetét és a szerzői jogokat jelzi, nem szolgál a cikkben szereplő információk forrásmegjelöléseként.